# Idiocerus suturalis
Idiocerus suturalis är en insektsart som beskrevs av Fitch 1851. Idiocerus suturalis ingår i släktet Idiocerus och familjen dvärgstritar.

## Underarter
Arten delas in i följande underarter:
- I. s. continuus
- I. s. lunaris